# La Patère rose
La Patère rose est un groupe de synthpop canadien, originaire de Sherbrooke, au Québec. Il est composé du claviériste Roboto (Thomas Hébert), du batteur Kilojules (Julien Harbec) et de la chanteuse-pianiste Fanny Bloom (Fanny Grosjean). Formé en 2003, le groupe s'est séparé à l'été 2011 et a donné un concert d'adieu le 21 juin au Cabaret du Mile End, à Montréal. 

## Biographie
C’est en 2003 que les membres de La Patère rose se rencontrent au Cégep de Sherbrooke pour ensuite commencer à jouer ensemble deux ans plus tard. En 2005, Fanny Grosjean se rend à la finale nationale de Cégeps en spectacle, alors que Julien et Thomas forment le groupe Misteur Valaire. 
En 2008, ils développent leur son unique et se présentent aux Francouvertes. L'univers sonore du trio, inspiré de Camille, Émilie Simon, Lily Allen, en passant par Martha Wainwright et The Dø, séduit le public ainsi que le jury et leur permet de remporter la grande finale de la 12e édition des Francouvertes. Ils ont également remporté le Prix de la chanson SOCAN pour « Backyard souvenir » ainsi que le Prix du public. Après une participation remarquée aux FrancoFolies de Montréal en 2008, et au Festival Osheaga, La Patère rose participe aux Francofolies de Spa en Belgique. Le groupe est nommé dans les catégories Révélation de l’année et Album alternatif de l’année à l’édition 2009 de l’ADISQ. Il est aussi nommé au Prix de musique Polaris,.
Après avoir participé au South by Southwest en 2010, La Patère rose part en tournée en France avec Mika. Plus tard au printemps, La Patère rose remporte également le Favorite francophone artist/group au Indies Music Awards du Canadian Music Week. Le premier album éponyme de La Patère rose est publié à l’automne en France sous l'étiquette Naïve Records. La Patère rose joue un concert d'adieu le 21 juin 2011 au Cabaret du Mile-end de Montréal,.

## Discographie
- 2009 : La Patère Rose (Grosse Boîte (Canada)/Naïve Records (France))

1. Les deux bonnes sœurs
2. PaceMaker
3. Décapote
4. Duchesse
5. La Marelle
6. Jessicok
7. Chamord-sur-mer
8. Backyard Souvenir
9. L'éponge
10. J'ai rêvé
11. Duet Tacet
12. Chamord-sur-mer
13. Pépé

- 2010 : Waikiki (Grosse Boîte)

1. Chocolove
2. Petit Ours
3. Waikiki
4. Décapote (version country beach)

## Nominations
- 2009 - Félix Révélation de l'année - Gala de l'Adisq
- 2009 - Félix Album alternatif de l'année - Gala de l'Adisq

## Prix et récompenses
- 2008 - Grand prix Francouvertes
- 2008 - Prix de la chanson SOCAN (pour la chanson Backyard souvenir)
- 2008 - Prix du public SOCAN
- 2010 - Favorite francophone artist/group - Indies Music Award (Canadian Music Week)